# Кларк, Колин (американский футболист)
Ко́лин Кларк (англ. Colin Clark; 11 апреля 1984 — 26 августа 2019) — американский футболист, левый полузащитник.

## Биография

### Молодёжная и любительская карьера
Во время обучения в Южном методистском университете в 2002—2004 годах Кларк играл за университетскую футбольную команду в Национальной ассоциации студенческого спорта.
В 2005 году выступал за клуб «Боулдер Рэпидз Ризерв» в Премьер-лиге развития ЮСЛ.

### Клубная карьера
В феврале 2006 года Кларк подписал молодёжный контракт с клубом MLS «Колорадо Рэпидз». Его профессиональный дебют состоялся 29 апреля 2006 года в матче против «Хьюстон Динамо», в котором он вышел на замену на 77-й минуте вместо Деди Бен-Даяна. 26 августа 2007 года в матче против «Лос-Анджелес Гэлакси» забил свой первый гол в профессиональной карьере. 30 января 2009 года Кларк подписал с «Колорадо Рэпидз» новый четырёхлетний контракт. 11 августа 2009 года на тренировке получил разрыв передней крестообразной связки левого колена, из-за чего выбыл из строя до конца сезона. 7 августа 2010 года в матче против «Сан-Хосе Эртквейкс» вторично порвал переднюю крестообразную связку левого колена и вновь был вынужден досрочно завершить сезон.
15 сентября 2010 года Кларк с распределительными средствами был обменян в «Хьюстон Динамо» на Брайана Маллана с пиком четвёртого раунда Супердрафта MLS 2013. За техасский клуб дебютировал 6 апреля 2011 года в матче Открытого кубка США против «Спортинга Канзас-Сити». 4 мая 2011 года в матче против своего бывшего клуба «Колорадо Рэпидз» забил свой первый гол за «Хьюстон Динамо». 24 марта 2012 года в матче против «Сиэтл Саундерс» Кларк оскорбил болбоя с использованием гомофобной лексики, за что, хотя и сразу же принёс публичное извинение, был отстранён MLS на три матча и оштрафован на неоглашённую сумму. 10 декабря 2012 года Кларк и «Динамо» расторгли контракт по обоюдному согласию сторон.
Во второй стадии драфта возвращений MLS, состоявшейся 14 декабря 2012 года, Кларк был выбран клубом «Лос-Анджелес Гэлакси». Подписал контракт с «Гэлакси» 8 января 2013 года. Дебютировал за «Гэлакси» 3 марта 2013 года в матче первого тура сезона против «Чикаго Файр». По окончании сезона 2013 клуб не продлил контракт с игроком.
Кларк был доступен на драфте возвращений MLS 2013, но остался невыбранным.

### Международная карьера
В ноябре 2008 года Кларк был вызван в четырёхдневный тренировочный лагерь сборной США.
Кларк был включён в состав сборной США на Золотой кубок КОНКАКАФ 2009. В последнем матче группового этапа против сборной Гаити, состоявшемся 11 июля 2009 года, дебютировал за американскую сборную, выйдя в стартовом составе.

### Постигровая деятельность
После завершения профессиональной карьеры Кларк продолжил играть на любительском уровне и работал детским тренером.
26 августа 2019 года Кларк скончался от сердечного приступа, ему было 35 лет.

## Достижения
Командные
 «Колорадо Рэпидз»
- Чемпион MLS (обладатель Кубка MLS): 2010

## Статистика выступлений
| Выступление          | Выступление      | Выступление      | Лига | Лига | Плей-офф | Плей-офф | Кубок | Кубок | ЛЧ КОНКАКАФ | ЛЧ КОНКАКАФ | Итого | Итого |
| Клуб                 | Лига             | Сезон            | Игры | Голы | Игры     | Голы     | Игры  | Голы  | Игры        | Голы        | Игры  | Голы  |
| -------------------- | ---------------- | ---------------- | ---- | ---- | -------- | -------- | ----- | ----- | ----------- | ----------- | ----- | ----- |
| Колорадо Рэпидз      | MLS              | 2006             | 7    | 0    | 1        | 0        | 1     | 0     | —           | —           | 9     | 0     |
| Колорадо Рэпидз      | MLS              | 2007             | 16   | 2    | —        | —        | 2     | 0     | —           | —           | 18    | 2     |
| Колорадо Рэпидз      | MLS              | 2008             | 29   | 5    | —        | —        | 2     | 0     | —           | —           | 31    | 5     |
| Колорадо Рэпидз      | MLS              | 2009             | 16   | 3    | —        | —        | 1     | 0     | —           | —           | 17    | 3     |
| Колорадо Рэпидз      | MLS              | 2010             | 16   | 0    | —        | —        | 1     | 0     | —           | —           | 17    | 0     |
| Колорадо Рэпидз      | Итого            | Итого            | 84   | 10   | 1        | 0        | 7     | 0     | —           | —           | 92    | 10    |
| Хьюстон Динамо       | MLS              | 2010             | 0    | 0    | —        | —        | —     | —     | —           | —           | 0     | 0     |
| Хьюстон Динамо       | MLS              | 2011             | 29   | 4    | 1        | 0        | 0     | 0     | —           | —           | 30    | 4     |
| Хьюстон Динамо       | MLS              | 2012             | 14   | 1    | 0        | 0        | 1     | 0     | 4           | 0           | 19    | 1     |
| Хьюстон Динамо       | Итого            | Итого            | 43   | 5    | 1        | 0        | 1     | 0     | 4           | 0           | 49    | 5     |
| Лос-Анджелес Гэлакси | MLS              | 2013             | 11   | 0    | 0        | 0        | 1     | 0     | 1           | 0           | 13    | 0     |
| Лос-Анджелес Гэлакси | Итого            | Итого            | 11   | 0    | 0        | 0        | 1     | 0     | 1           | 0           | 13    | 0     |
| Всего за карьеру     | Всего за карьеру | Всего за карьеру | 138  | 15   | 2        | 0        | 9     | 0     | 5           | 0           | 154   | 15    |

Источники: Soccerway, Transfermarkt, MLSsoccer.com, SoccerStats.us.